# Rosario Parmegiani
Rosario Parmegiani (Nápoly, 1937. március 12. – Genova, 2019. június 13.) olimpiai bajnok olasz vízilabdázó.

## Pályafutása
Tagja volt az 1956-os melbourne-i olimpián negyedik helyezett csapatnak, de mérkőzésen nem szerepelt. Az 1960-as római olimpián aranyérmes, az 1964-es rómain negyedik lett a válogatottal. Mindkét tornán hat-hat mérkőzésen szerepelt.

## Sikerei, díjai
- Olimpiai játékok
  - aranyérmes: 1960, Róma